# Andelsbuch
Andelsbuch est une commune autrichienne du district de Brégence dans le Vorarlberg.

## Géographie
Les communes limitrophes sont  Bezau, Egg, Reuthe et Schwarzenberg.

## Histoire
Vers 1080, le bienheureux Dietrich (ou Diedo) meurt à Andelsbuch, où il a bâti une cellule, un oratoire et défriché la forêt. Les comtes de Brégence font alors don de leurs terres d'Andelsbuch pour qu'on y fonde un monastère. En 1086 quelques moines venus de Petershausen près de Constance s'installent et ouvrent un petit monastère dédié à saint Pierre; la tombe de Dietrich devient un lieu de pèlerinage populaire. Mais à cause de sa situation inhospitalière dans la Bregenzerwald, le site est abandonné dès 1092 et les moines sont transférés à l'abbaye de Mehrerau, que le comte Ulrich X de Bregenz vient de fonder dans sa ville, sur les rives du lac de Constance, dans le cadre de la réforme bénédictine.
Entre 1969 et 1971, les installations de ski sur la Niedere ont été construites par la société Bergbahnen Andelsbuch. Le nouvel autel de l'église paroissiale d'Andelsbuch a été inauguré le 30 juin 1974 après sa rénovation (1973-1976). En 1980 a eu lieu la célébration du 900e anniversaire d'Andelsbuch.

## Lieux et monuments

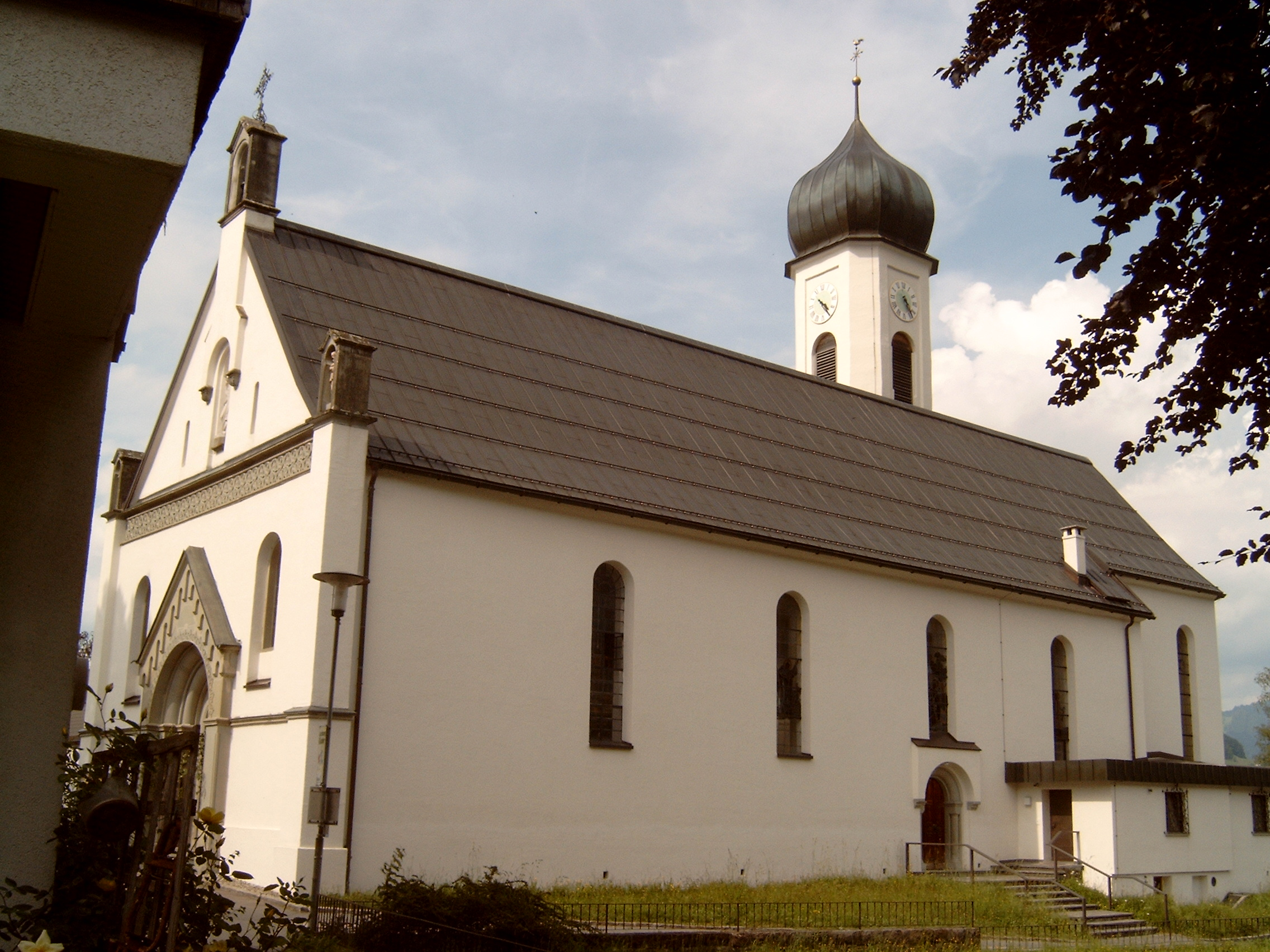
L'église saint Pierre et Paul

- Église saint Pierre et Paul, construite dans les années 1715-1720 par le maître artisan baroque Ignaz Beer (1664-1741), fils de Michael Beer. Sur la place devant l'église se trouve un grand monument commémoratif de guerre datant de 1929 avec un motif très rare : une femme et un enfant tentent d'empêcher un soldat de partir en guerre.
- La colonne commémorative néo-gothique de Bezegg-Sul, construite sur une colline entre Andelsbuch et Bezau à partir de 1871. Elle rappelle la république paysanne du Bregenzerwald.
- Sur la place du village se trouve un puits de village.
- La centrale d'Andelsbuch, construite en 1908, était à l'époque l'une des plus grandes et des plus modernes de la monarchie Autriche-Hongrie.

## Sport
Le FC Andelsbuch, fondé en 1962, a célébré son plus grand succès en 2012, l'année du cinquantième anniversaire du club : il est le premier club de football du Bregenzerwald à se qualifier pour la troisième division autrichienne. Dans les années 1990, le club décida de jouer principalement avec ses propres joueurs. Seuls quatre joueurs de l'équipe peuvent provenir de l'extérieur de la communauté.